# أمريكان أفياشين
أمريكان أفياشين (بالإنجليزية: American Aviation)‏ كانت شركة أمريكية لصناعة الطائرات ومقرها في كليفلاند، أوهايو. تأسست من قبل جيم بي دي تحت اسم بي دي للطائرات في منتصف عقد الستينات من القرن العشرين، وذلك لغرض تصنيع وتسويق طائرة بي دي-1 (BD-1) وهي طائرة خفيفة ذات مقعدين.
خلال تطوير بي دي-1 (BD-1)، كان هناك صراع بين بي دي والمساهمين الآخرين وأزيل بي دي من الشركة. أصبح روس ماير رئيس الشركة الجديد في سن 34. وتمت إعادة تسمية الشركة أمريكان أفياشين، وأعيد تصميم طائرة بي دي-1 (BD-1) لتصبح يانكي AA-1 .
في 1972 تم الحصول عليها من قبل شركة غرومان لتصبح قسم الطائرات الخفيفة، وتمت إعادة تسمية غرومان الأمريكية. ماير ذهب في وقت لاحق ليصبح رئيسا لشركة سيسنا للطائرات.